# Прогрес (Первоуральський міський округ)
Прогре́с (рос. Прогресс) — селище у складі Первоуральського міського округу Свердловської області.
Населення — 1903 особи (2010, 2200 у 2002).
Національний склад станом на 2002 рік: росіяни — 87 %.